# Euskalmet
 (février 2023).
Euskalmet est l'agence météorologique de la Communauté Autonome Basque en Espagne. Elle dépend du département de Sécurité du gouvernement basque et a été créé en 1990.
Son siège se situe à Vitoria-Gasteiz.
Bien que dépendant uniquement de la communauté autonome basque (Guipuzcoa, Alava et Biscaye), elle publie également des prévisions météorologiques sur l'ensemble de l'Euskal Herria (pays basque) en incluant également la Navarre et le pays basque français.

## Organisation

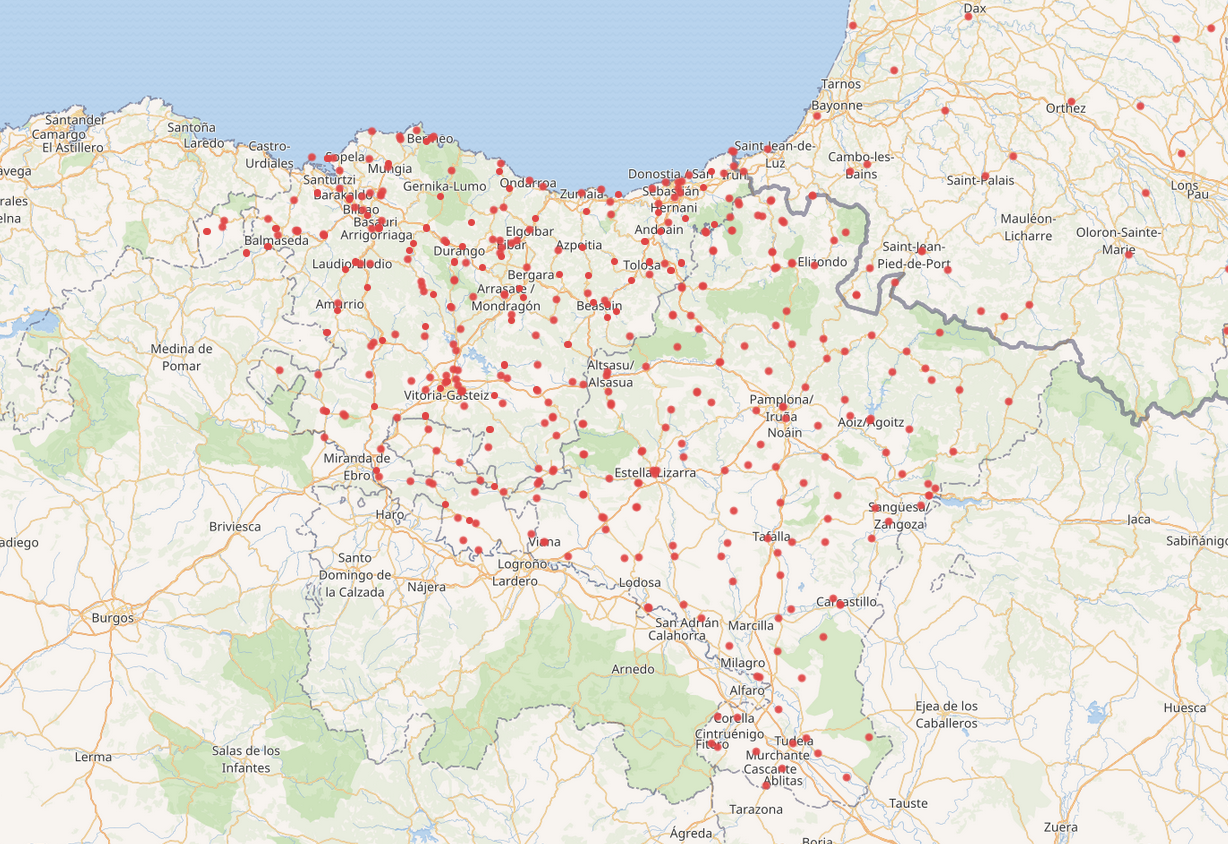
Réseau de stations météo d'Euskalmet.

Le réseau hydro-météorologique comprend 120 stations en temps réel qui mesurent les paramètres météorologiques, le débit des rivières et les paramètres physiques et chimiques des cours d'eau. Il y a un radar météorologique à double polarisation à Kapildui, au sud de Vitoria-Gasteiz, pour suivre les précipitations jusqu'à 300 km. Six plateformes hydro-météorologiques mesurent l'état de la mer et les paramètres météo dans les ports basques alors qu'une bouées en mer capte ces informations toutes les heures autour de Donostia. Euskalmet dispose également de 4 détecteurs de foudre, en collaboration avec le réseau européen LINET, qui permet de connaître l'emplacement des orages en temps réel et d'un réseau de disdromètres pour connaitre la distribution des gouttes de pluie ou de neige à un point spécifique pour la calibration du radar météorologique.